# Denis Curzi
Denis Curzi (* 14. Mai 1975 in Dernbach) ist ein italienischer Marathonläufer.

## Leben
1998 gewann er bei seinem Debüt über die 42,195-km-Distanz die Maratona del Lamone. 1999 wurde er Dritter beim Südtirol-Marathon und Vierter beim Cesano-Boscone-Marathon. Im Jahr darauf wurde er Achter beim Garda-Halbmarathon und kam bei den Halbmarathon-Weltmeisterschaften in Veracruz auf den 53. Rang. 2001 belegte er beim Venedig-Marathon den 13. Platz.
2002 wurde er Sechster bei Roma – Ostia, Siebter beim Rom-Marathon und lief bei der Halbmarathon-WM in Brüssel auf dem 73. Platz ein. 2003 wurde er Zweiter beim Florenz-Marathon. Beim Treviso-Marathon folgte einem vierten Platz 2004 ein Sieg im darauffolgenden Jahr. Auf dem wegen seines Gefälles nicht bestenlistenfähigen Kurs erzielte er eine Zeit von 2:11:37 h. Im Herbst wurde er Siebter in Venedig. 2006 wurde er Vierter in Treviso, 2007 Zehnter in Rom und Vierter in Florenz.
2008 gelang ihm sein zweiter Sieg in Treviso. Bei der Maratona d’Italia kam er als Neunter ins Ziel. Nach der Disqualifikation von Alberico Di Cecco rückte er einen Platz auf und bekam dessen nationalen Meistertitel zugesprochen.
2009 kam er bei den Halbmarathon-WM in Birmingham auf den 52. Platz und wurde Zweiter beim Reggio-Emilia-Marathon. Beim Marathon der Leichtathletik-Europameisterschaften 2010 in Barcelona erreichte er nicht das Ziel. 2011 wurde er Fünfter bei der Maratona di Sant’Antonio.
Denis Curzi ist 1,72 m groß und wiegt 54 kg. Er startet für die Carabinieri.

## Persönliche Bestzeiten
- 5000 m: 13:42,62 min, 30. Juni 2000, Ponzano Veneto
- 10.000 m: 28:32,87 min, 9. Juni 2002, Valmontone
- Halbmarathon: 1:02:24 h, 24. September 2000, Gargnano
- Marathon: 2:12:28 h, 24. März 2002, Rom